# Puciłki
Puciłki – wieś w Polsce położona w województwie podlaskim, w powiecie sokólskim, w gminie Sokółka.
Historycznie wieś umiejscowiona jest na rubieżach dawnej ziemi grodzieńskiej, dawnej Rusi Czarnej, dawnego Wielkiego Księstwa Litewskiego. W latach 1975–1998 miejscowość administracyjnie należała do województwa białostockiego.
Dawna okolica szlachecka położona w puszczańskiej dolinie rzeki Łosośna – zlewni Niemna, na historycznej zachodniej Grodzieńszczyźnie. Wieś leży przy trasie Kolei Warszawsko-Petersburskiej.
W 1563 roku król Zygmunt August nadał szlachcie część Molawicy (Puszczy Molawickiej), na której powstały Poniatowicze i Puciłki. Urodził się tu lekarz Franciszek Wróblewski.
Od 2016 roku corocznie w Puciłkach odbywają się organizowane przez Wiktorię Tołłoczko-Tur Międzynarodowe Plenery Malarskie Dolina Łosośny.

Wierni kościoła rzymskokatolickiego należą do parafii Narodzenia Najświętszej Maryi Panny w Kundzinie.

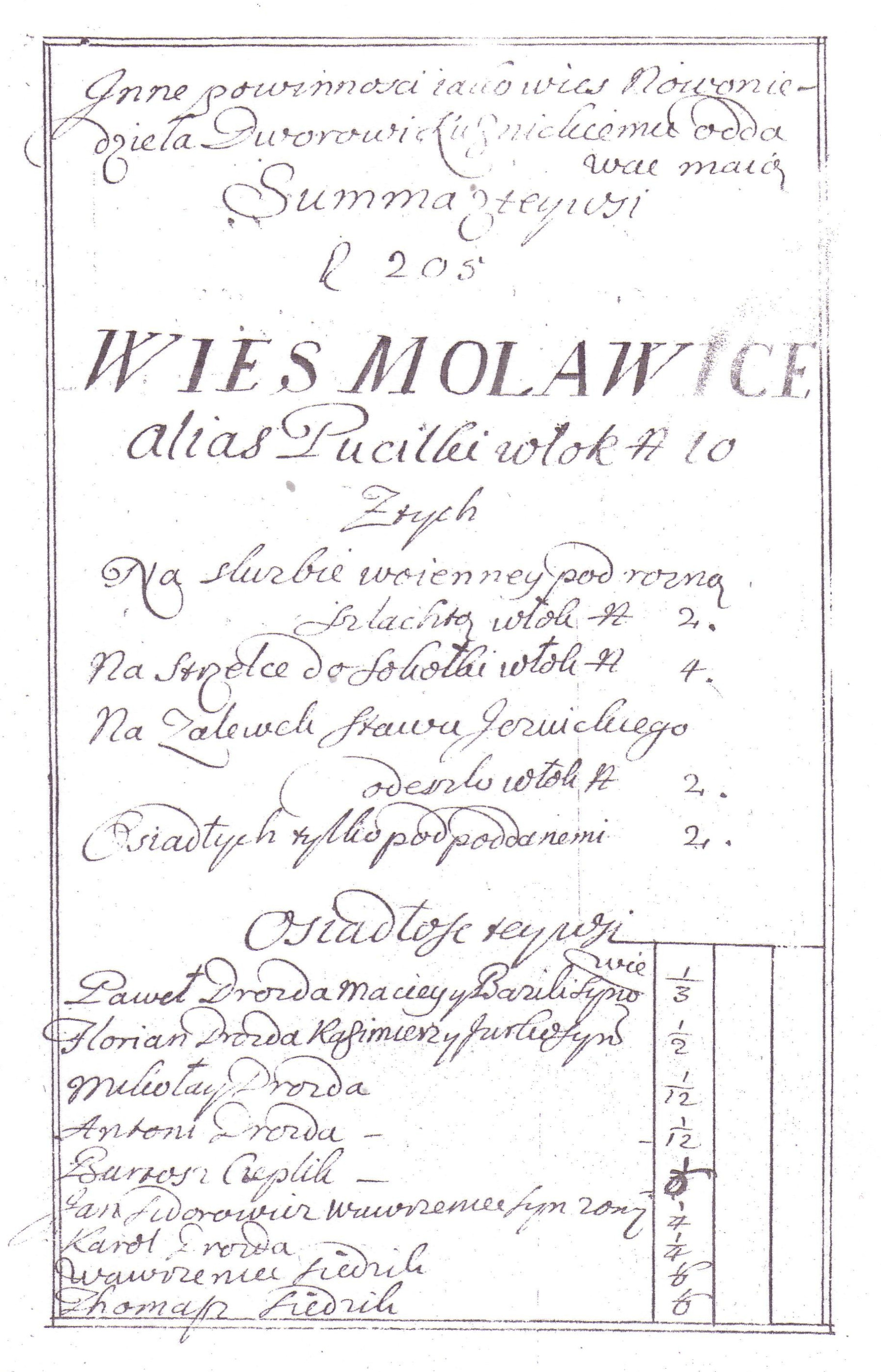
Strona z rękopisu Revisia generalna do Oekonomiey Grodzieńskiey Seymem Coronationis Cracoviensis Anni 1676 naznaczona, a w roku 1679 et 1680 odprawiona